# ヤング・フレッシュ
ヤング・フレッシュ（Young Fresh）は、日本のコーラス・グループである。

## 概要
1960年代後半に東映児童研修所（後の東映アカデミー）所属の子役陣によって結成された。1980年代後半以降、活動を停止していたが、2000年代に入って再開した。
指導は結成当初から一貫して宮本貞子。命名は俳優の山田吾一。
児島美ゆきもメンバーとして在籍し、「仮面の忍者赤影」や「ひょっこりひょうたん島」を歌っていたという。
小林綾子の在籍時には、東京ディズニーランドのアトラクションにて使用される「IT'S A SMALL WORLD」の録音を行った旨、当人が証言している。
すでにソロ・デビューしていた前川陽子が1968年頃、一時的に参加している。
『プリキュアシリーズ』でソロ・デビューした宮本佳那子と茂家瑞季も在籍していた。
2011年の東映アカデミー閉鎖後も、『プリキュアオールスターズDX 3Dシアター』のテーマ曲のコーラスなどに参加するなど、2012年現在も活動している。

## 代表曲（あるいはコーラスとして参加した楽曲）

### アニメソング

#### 2000年以降
すべてコーラス参加
- 『ふたりはプリキュア Max Heart』前期エンディング
- 『Yes!プリキュア5』オープニング
- 『Yes!プリキュア5GoGo!』前期エンディング
- 『映画 プリキュアオールスターズDX2 希望の光☆レインボージュエルを守れ!』オープニング、エンディング
- 『映画 プリキュアオールスターズDX3 未来にとどけ! 世界をつなぐ☆虹色の花』エンディング
- 『プリキュアオールスターズDX 3Dシアター』
- 『はたらキッズ マイハム組』副主題歌
- 『こんにちは アン 〜Before Green Gables』主題歌
- 『ぴっちぴち♪しずくちゃん』主題歌

#### それ以前
- 『悟空の大冒険』主題歌、副主題歌
- 『リボンの騎士』副主題歌
- 『アンデルセン物語』主題歌、副主題歌、挿入歌
- 『ふしぎなメルモ』主題歌、副主題歌
- 『どうぶつ宝島』主題歌
- 『アリババと40匹の盗賊』主題歌
- 『ミラクル少女リミットちゃん』主題歌
- 『まんが日本昔ばなし』副主題歌
- 『サザエさん』主題歌、副主題歌
- 『一休さん』主題歌[注釈 1]
- 『ゴワッパー5 ゴーダム』主題歌、副主題歌
- 『ジェッターマルス』挿入歌
- 『惑星ロボ ダンガードA』主題歌
- 『一発貫太くん』主題歌、副主題歌
- 『風船少女テンプルちゃん』主題歌、副主題歌
- 『ピンク・レディー物語 栄光の天使たち』主題歌、副主題歌
- 『ドラえもん のび太の恐竜』副主題歌
- 『ドラえもん のび太の宇宙開拓史』副主題歌
- 『愛の戦士レインボーマン』主題歌、副主題歌
- 『三つ目がとおる』副主題歌
- 『インタールード_(ゲーム)』OVA版主題歌
- 『ムーミン』

### 特撮ソング

#### 2000年以降
- 『獣拳戦隊ゲキレンジャー』オープニング、エンディング
- 『天装戦隊ゴセイジャー』エンディング
- 『海賊戦隊ゴーカイジャー』オープニング
- 『動物戦隊ジュウオウジャー』オープニング、エンディング

#### それ以前
- 『忍者ハットリくん+忍者怪獣ジッポウ』主題歌、副主題歌
- 『怪竜大決戦』主題歌、挿入歌
- 『仮面の忍者 赤影』主題歌、挿入歌
- 『河童の三平 妖怪大作戦』主題歌
- 『快傑ライオン丸』主題歌、副主題歌
- 『愛の戦士レインボーマン』主題歌、副主題歌、挿入歌
- 『ダイヤモンド・アイ』主題歌
- 『電撃!! ストラダ5』主題歌
- 『正義のシンボル コンドールマン』主題歌
- 『ぐるぐるメダマン』主題歌、副主題歌
- 『ロボット8ちゃん』主題歌
- 『バッテンロボ丸』主題歌、副主題歌
- 『ペットントン』副主題歌
- 『時空戦士スピルバン』副主題歌

### テレビドラマ
- 『ハレンチ学園』主題歌、副主題歌
- 『コートにかける青春』主題歌

### その他
- CM多数
- 父さんの背番号（みんなのうた）
- 星うらないキラキラ（みんなのうた）
- ハダシとハダカ／野原の仲間たち（LP）
- わらウんだWA!（なぜ? どうして? がおがおぶーっ!挿入歌）
- ひょっこりひょうたん島（ひょっこりひょうたん島、カバー版）[注釈 2]
- 霧雨のシンデレラ（ブンブンバンバン）

## レギュラー出演していたテレビ番組
- ブンブンバンバン（名古屋テレビ放送）